# Beeskow
Beeskow (dolnolužickosrbsky Bezkow) je město v zemském okrese Odra-Spréva v Braniborsku, asi 80 kilometrů jihovýchodně od Berlína a 30 kilometrů jihozápadně od Frankfurtu nad Odrou. Protéká jím řeka Spréva, žije v něm asi 8000 obyvatel a je hlavním městem okresu Beeskow.
Pro svoji polohu v lesnaté a jezernaté oblasti i pro své historické centrum je oblíbeným turistickým cílem.

## Historie
Beeskow založili ve 13. století na obchodní cestě z Lipska do Frankfurtu nad Odrou Rytíři ze Strele. Pro založení města vybrali místo chráněné v té době již stojícím hradem, jehož zříceniny stále stojí. Ve středověku vydělávalo město z celních poplatků. V té době patřilo do Dolní Lužice, i církevně bylo orientováno na jih, spadalo pod míšeňské biskupství. Ve středověku Beeskow často měnil majitele.
Po vymření majitelů z dynastie Biberštejnů získal město roku 1551 český král Ferdinand I. (v tu dobu spadal již pod biskupství lubušské). O pět let později město získala braniborská hrabata, kterým se dařilo jej stále více vymaňovat z vlivu Českého království (Beeskow stále lénem českého krále) i Dolní Lužice. Roku 1600 se pak oficiálně stalo součástí Braniborska. V 16. a 17. století byl Beeskow téměř úplně zničen a poté znovu vystavěno jako pevnostní město. V 19. století hospodářsky vykvetl především díky výrobě látek, provazů a piva. V roce 1888 bylo město spojeno železnicí s blízkým Grunowem, roku 1898 pak s Königs Wusterhausen u Berlína. Roku 1901 následovalo také napojení na Dolnolužickou dráhu, tak bylo město spojeno například s Lübbenem, toto spojení však už od roku 1996 nefunguje.
Za druhé světové války město poškodil sovětský nálet, utrpěl i kostel na náměstí. Ještě předtím zničili nacisté místní židovský hřbitov. Opravy historického centra proběhly v 60. a 70. letech. V éře NDR sídlila ve městě sovětská posádka.

## Politika

### Starostové
| - 1901–1933: Friedrich Wilhelm Berthold - 1934–1945: SA Brigadeführer Heuer - 1945–1946: Dr. Arthur Fehlauer - 1946–1950: Fritz Seiffert - 1950–1952: Erich Noack - 1952–1954: Otto Pirke - 1954–1956: Rudolf Schütz - 1956–1960: Edmund Stahl | - 1960–1961: Irene Schlingelhof - 1961–1964: Hans Göldner - 1964–1965: Rudi Buder - 1965–1974: Otto Pirke - 1974–1990: Peter Prang (SED) - 1990–2010: Fritz Taschenberger (SPD) - od roku 2010: Frank Steffen (SPD) |

## Památky
Celé město je charakteristické svou typicky severoněmeckou architekturou – ve stylu severoněmecké gotiky jsou vystavěny hrad, kostel Panny Marie (v 16. století částečně přestavěn a doplněn o věž), stejně jako opevnění města. Kromě toho je ve městě k vidění typická pruská architektura (převážně vojenské stavby z doby Fridricha II. Velikého.

## Doprava
Ne všechny koleje, které do Beeskowa vedou, se stále využívají, funguje však pravidelné vlakové spojení s Königs Wusterhausen a Frankfurtem nad Odrou (linka OE 36). Z města také vedou silnice I. třídy do Frankfurtu nad Odrou, Lübbenu a Chotěbuzi, dále menší silnice do okolních obcí.